# Pustkowie (Gliwice)
Pour les articles homonymes, voir Pustkowie.
Pustkowie est une localité polonaise de la gmina de Wielowieś, située dans le powiat de Gliwice en voïvodie de Silésie.